# Lahta Centr
A Lahta Centr (oroszul Ла́хта це́нтр, Lahta centr) egy 87 emeletes felhőkarcoló Lahtában, Szentpétervár külvárosában. A 462 méter magas épület, mely többek között a Gazprom óriásvállalat székháza, 2019-től Oroszország és Európa legmagasabb épülete, valamint a 16. legmagasabb épület a világon, továbbá a második legmagasabb építmény Oroszországban és Európában a moszkvai Osztankinói tévétorony után.
Építése 2012. október 30-án kezdődött, az épület teljes magasságát 2018. január 29-én érte el, de már korábban, 2017. október 5-én átvette Oroszország legmagasabb épületének címét a moszkvai Föderáció Toronytól. A Lahta Centr tervezéséért az RMJM tervezőiroda felelt. Elkészülte után irodák és létesítmények kapnak majd benne helyet, többek között a Gazprom orosz energiaügyi nagyvállalat is ide kívánja helyezni központját.
2018. december 24-én elnyerte a LEED platina fokozatát mint környezetbarát épület. Bekerült továbbá a Guinness Rekordok Könyvébe is, az építés során a legtöbb egyszerre leöntött beton kategóriájában (19 624 köbméterével több mint 3000 köbméterrel előzte meg az addigi csúcstartó amerikai Wilshire Grand Centert). Ezt a rekordot 2019 januárjában egy indiai gátépítés során elvették az épülettől.

## Fordítás
- Ez a szócikk részben vagy egészben  a   Lakhta Center című angol Wikipédia-szócikk ezen változatának fordításán alapul.  Az eredeti cikk szerkesztőit annak laptörténete sorolja fel. Ez a jelzés csupán a megfogalmazás eredetét és a szerzői jogokat jelzi, nem szolgál a cikkben szereplő információk forrásmegjelöléseként.

## Fotógaléria

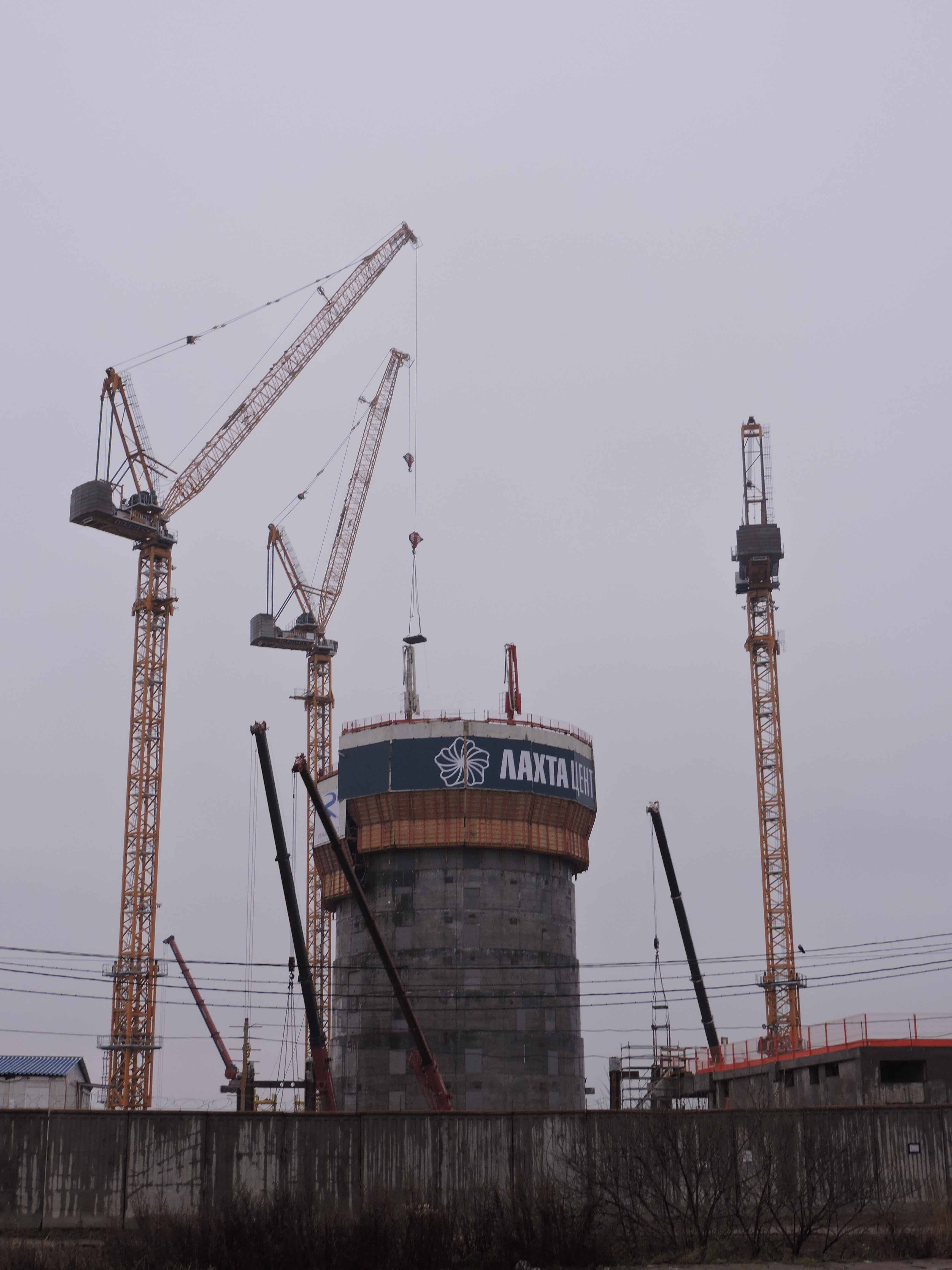
November 2015
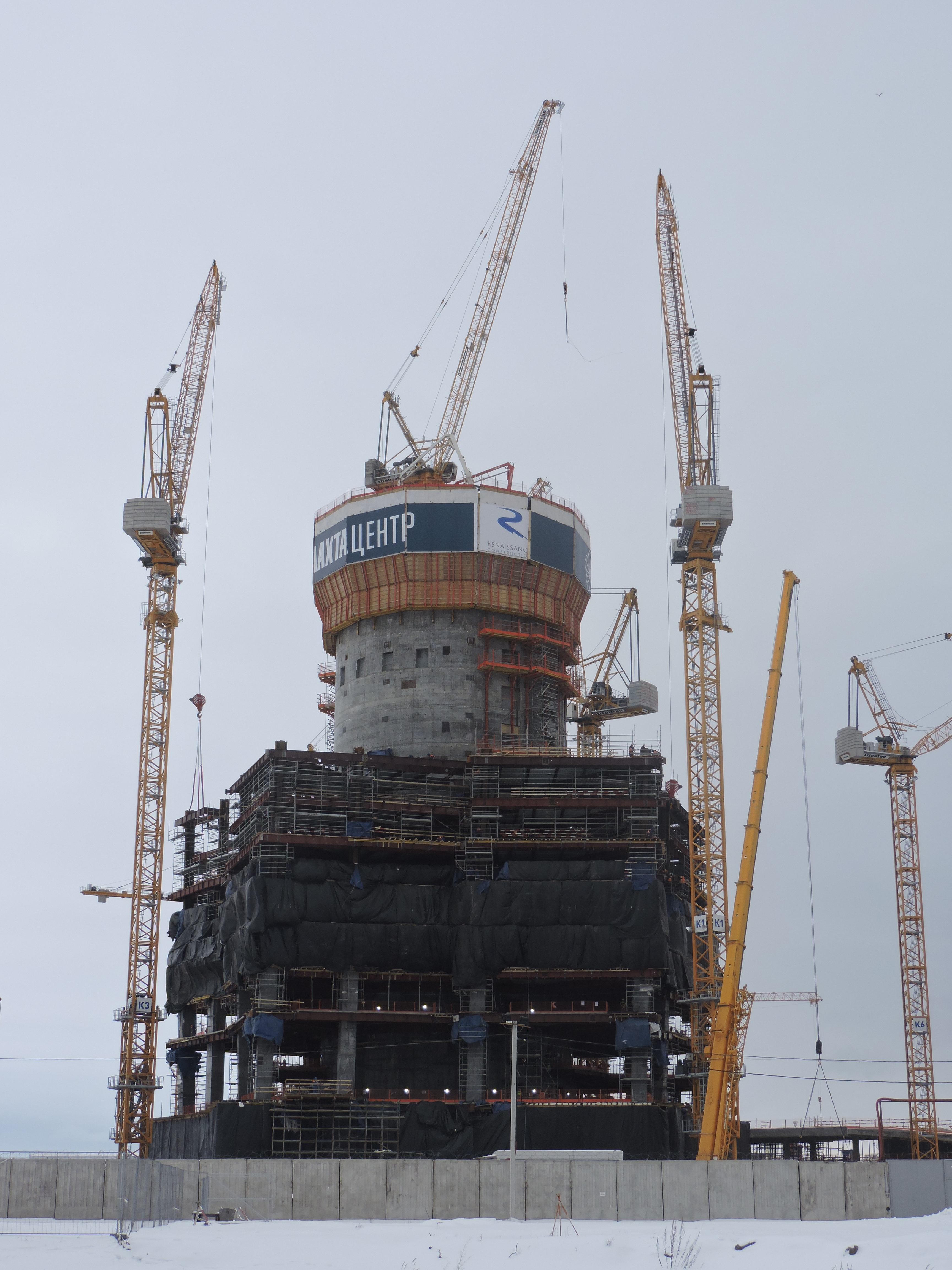
Február 2016
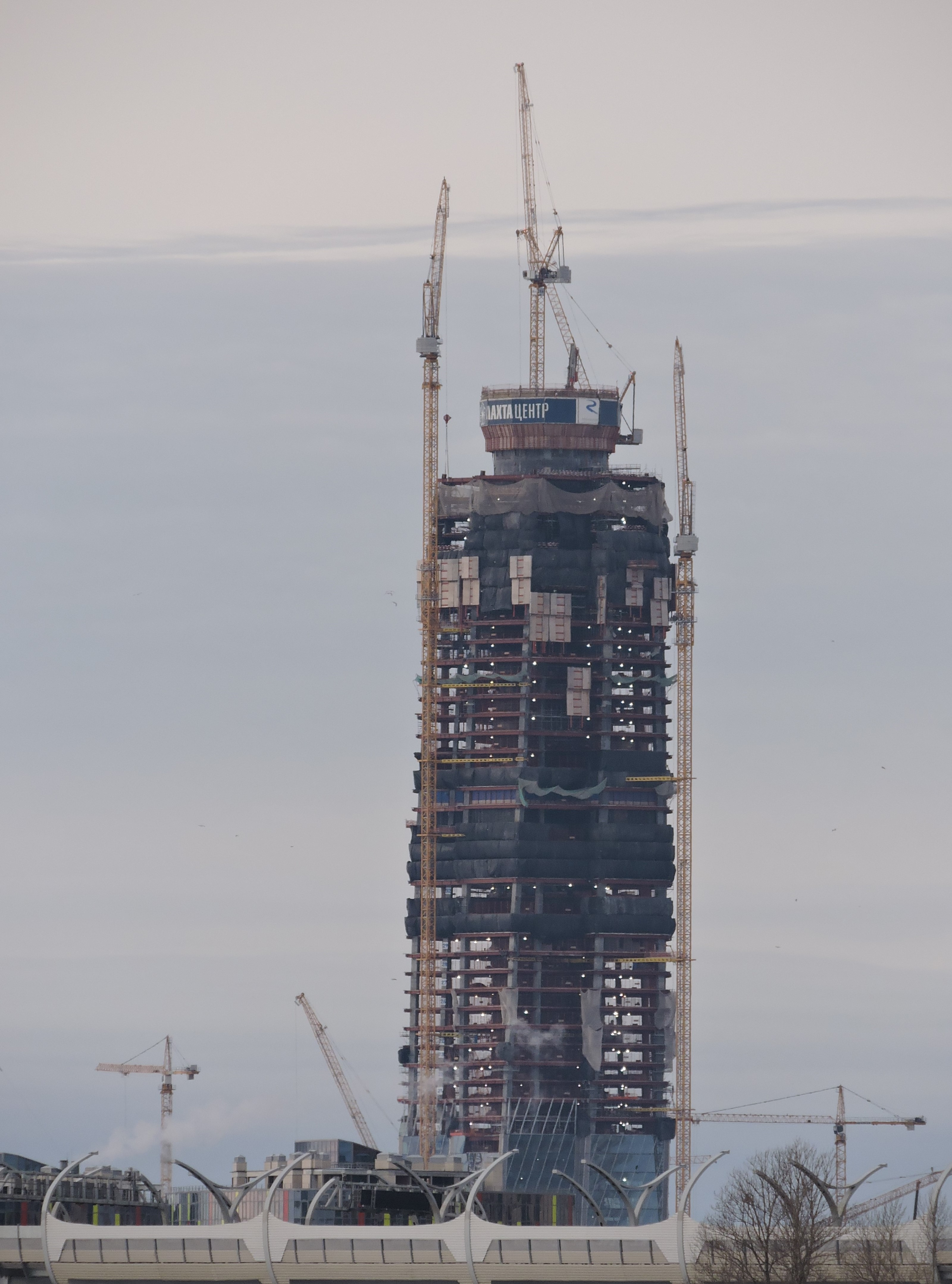
Október 2016
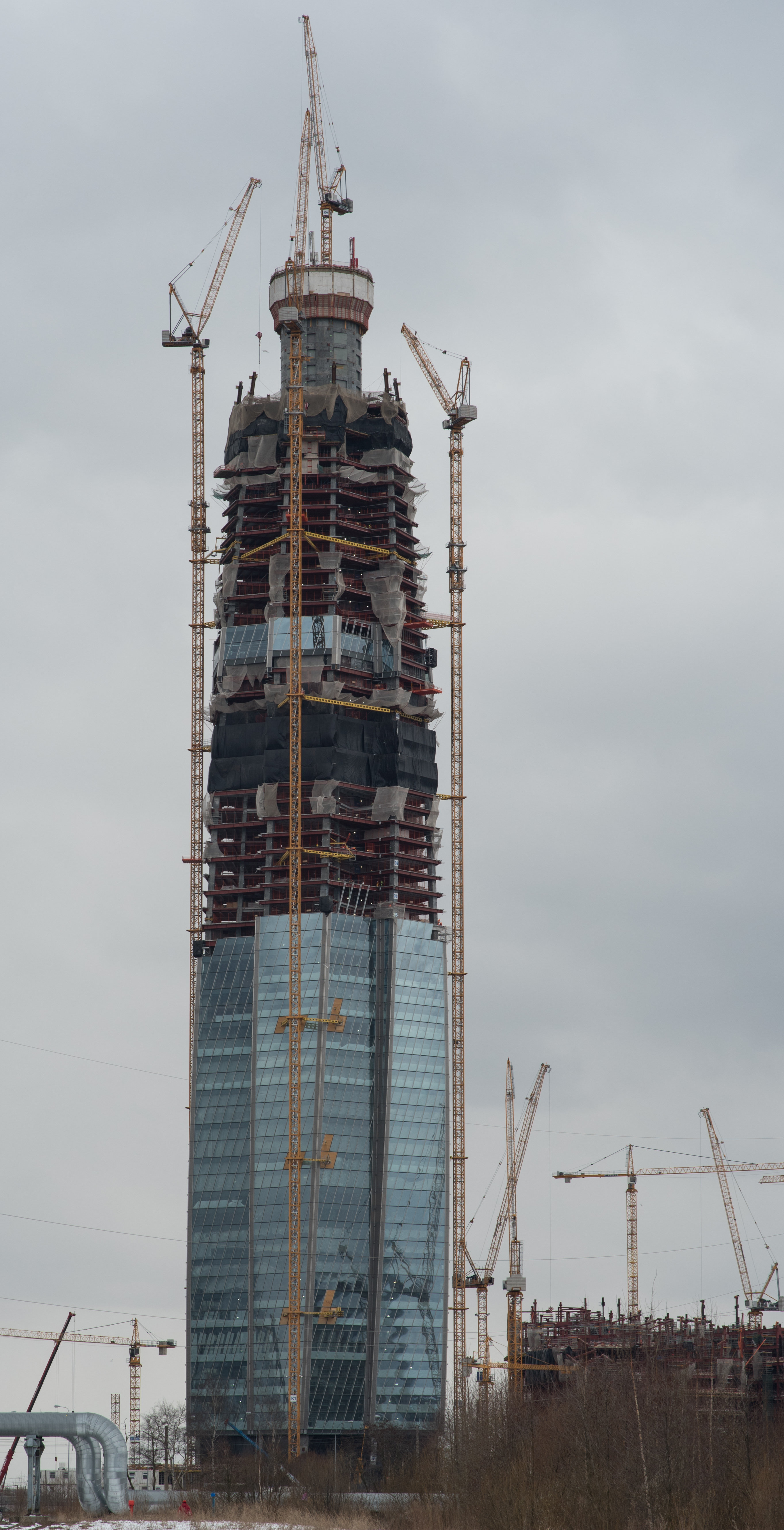
Április 2017
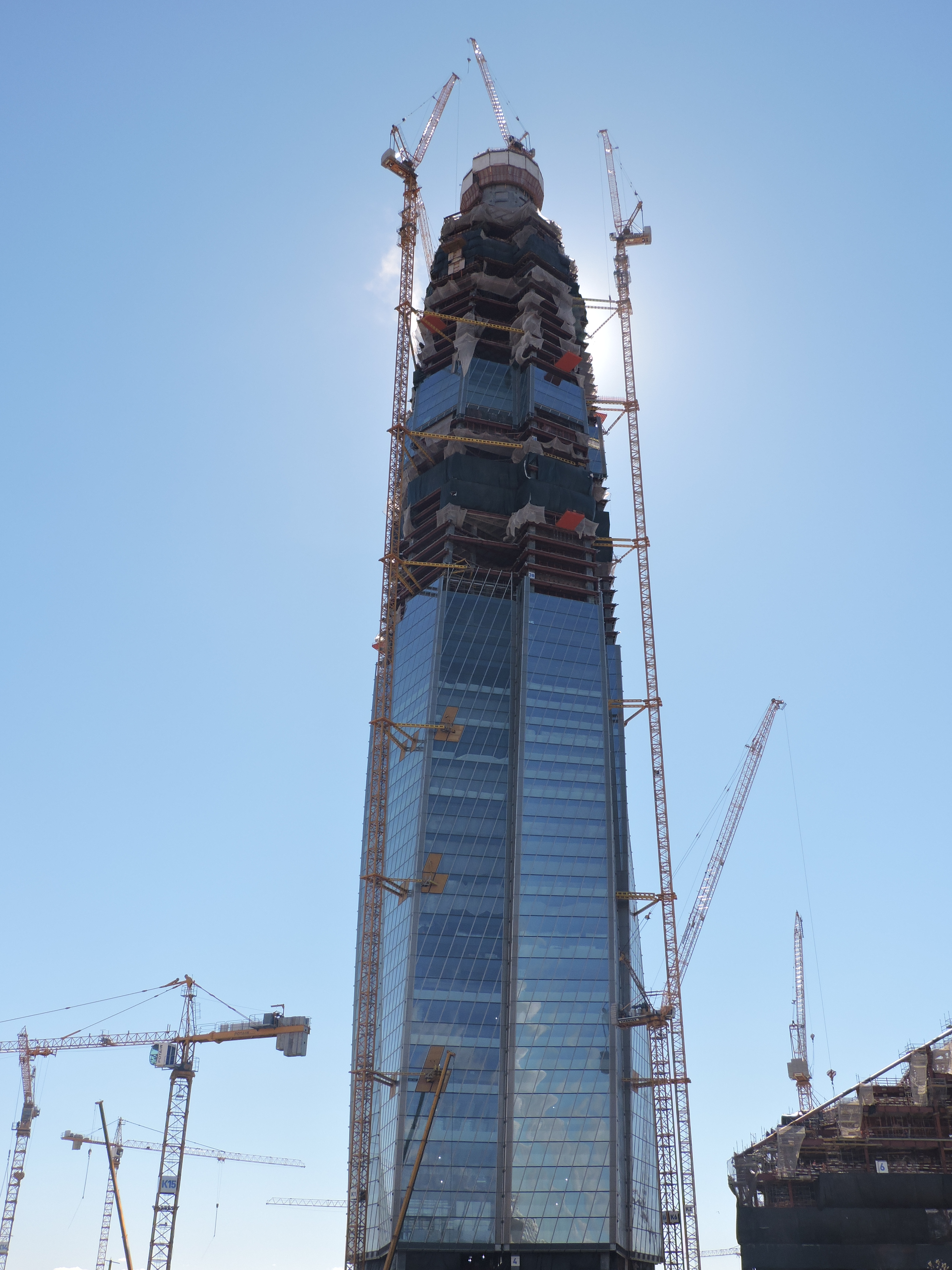
Május 2017
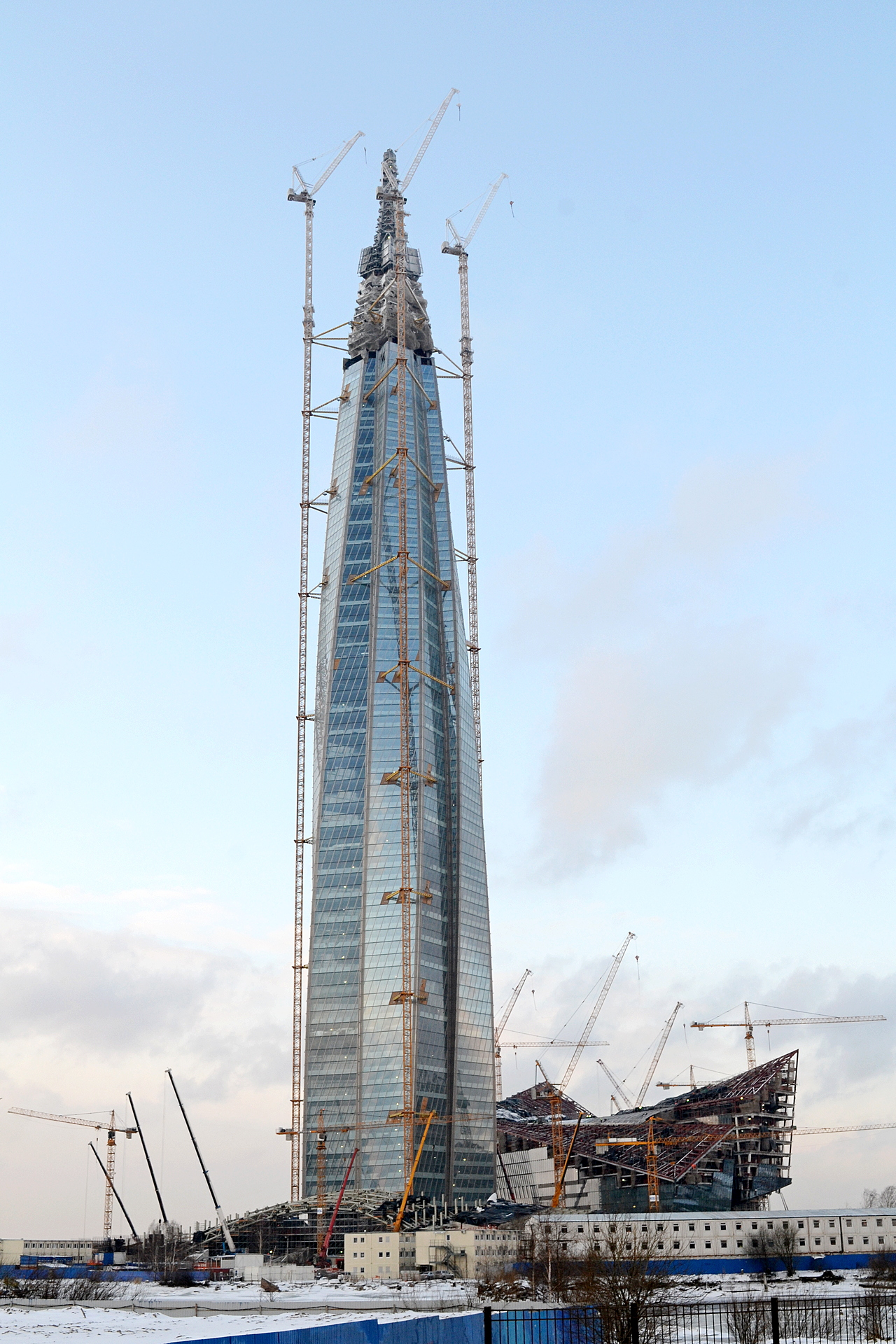
Január 2018
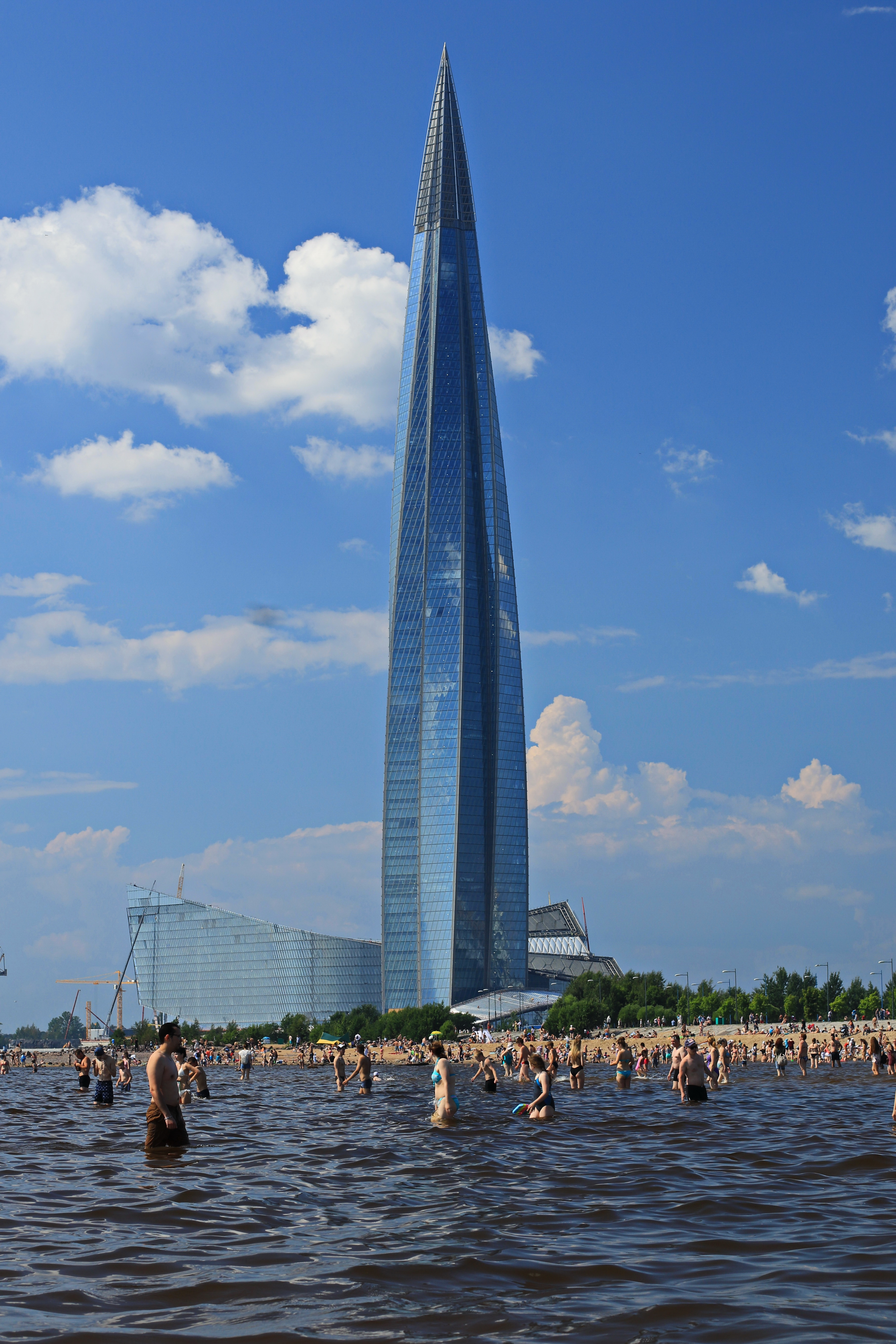
Június 2018
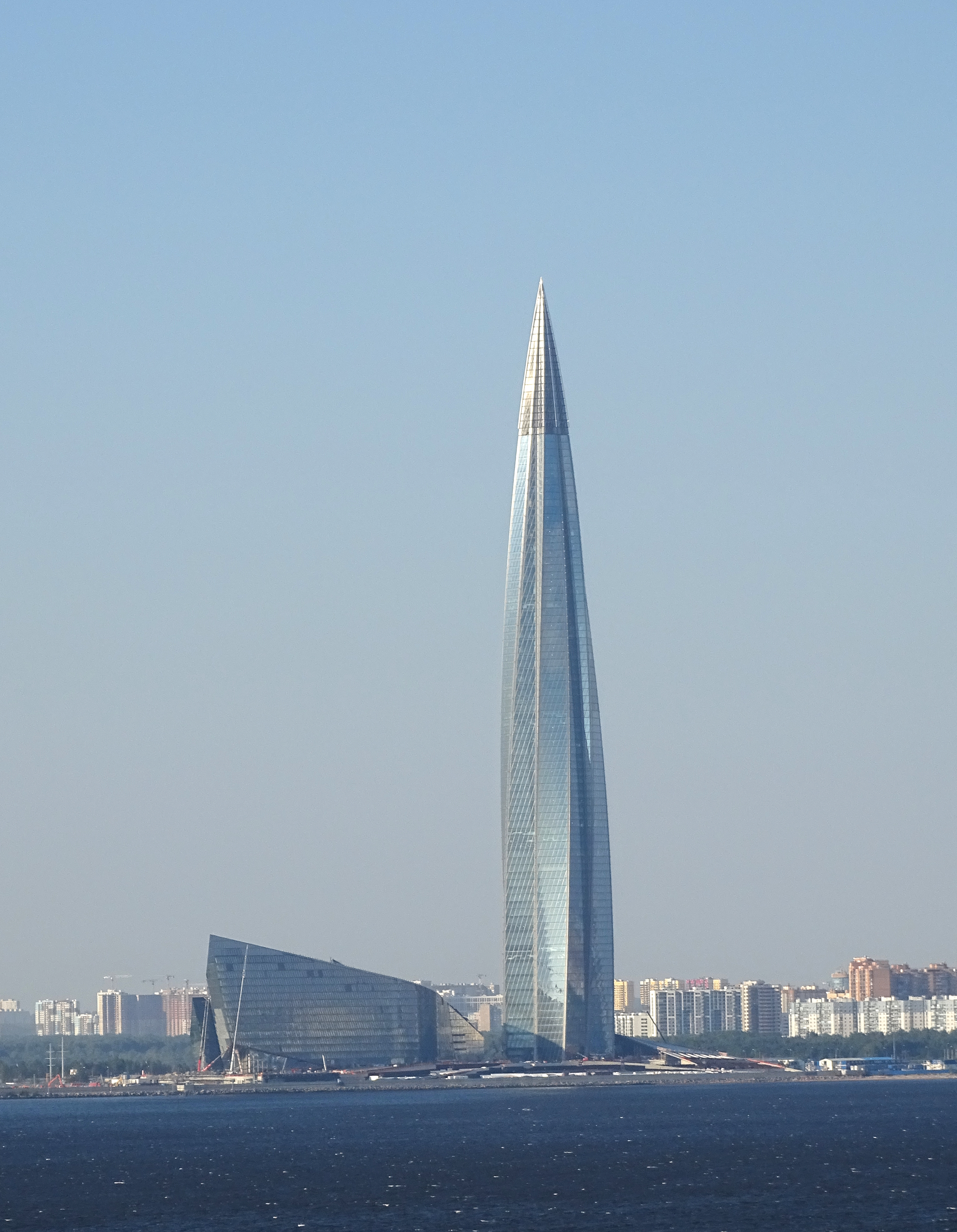
Október 2018
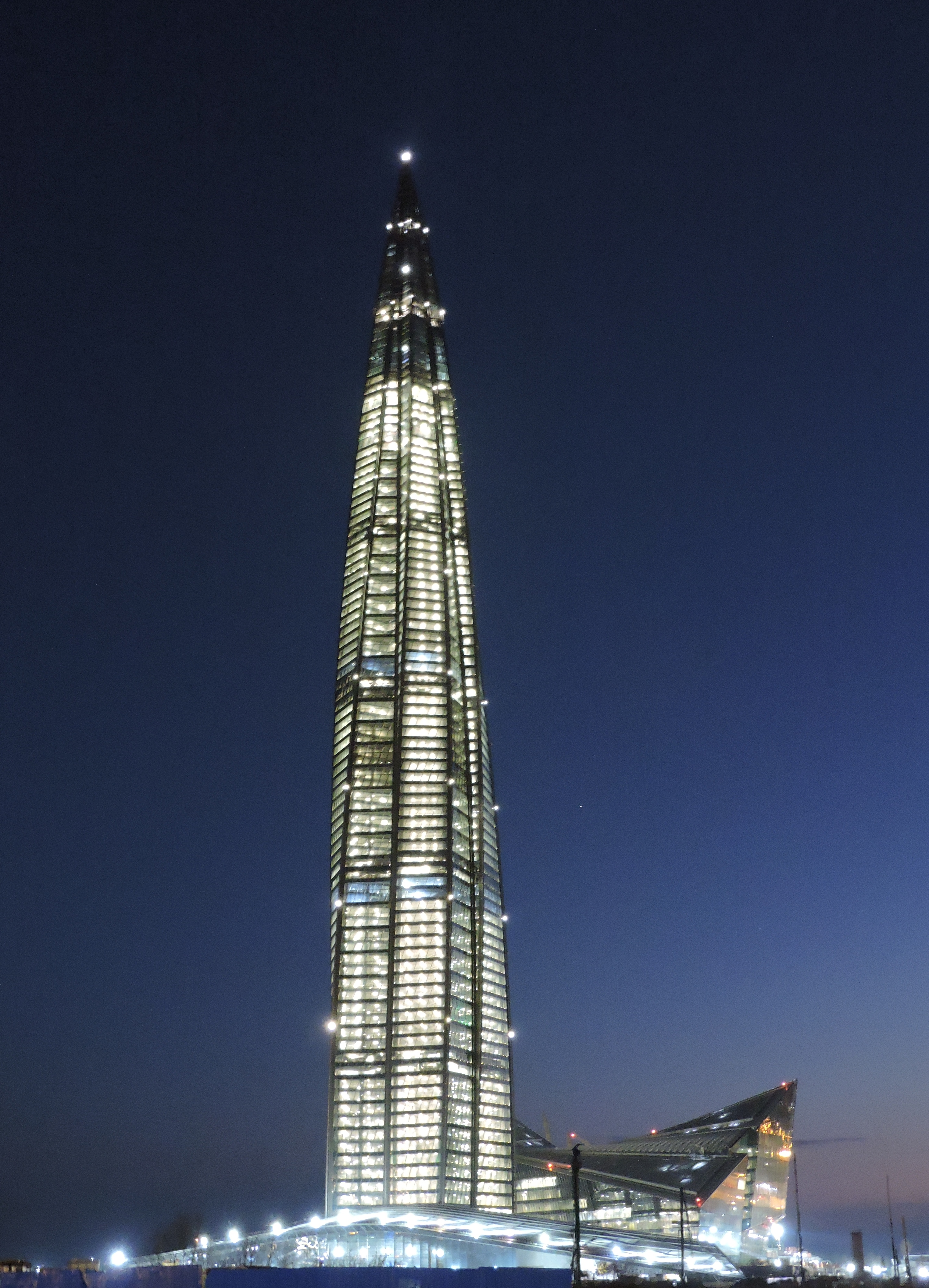
Április 2019
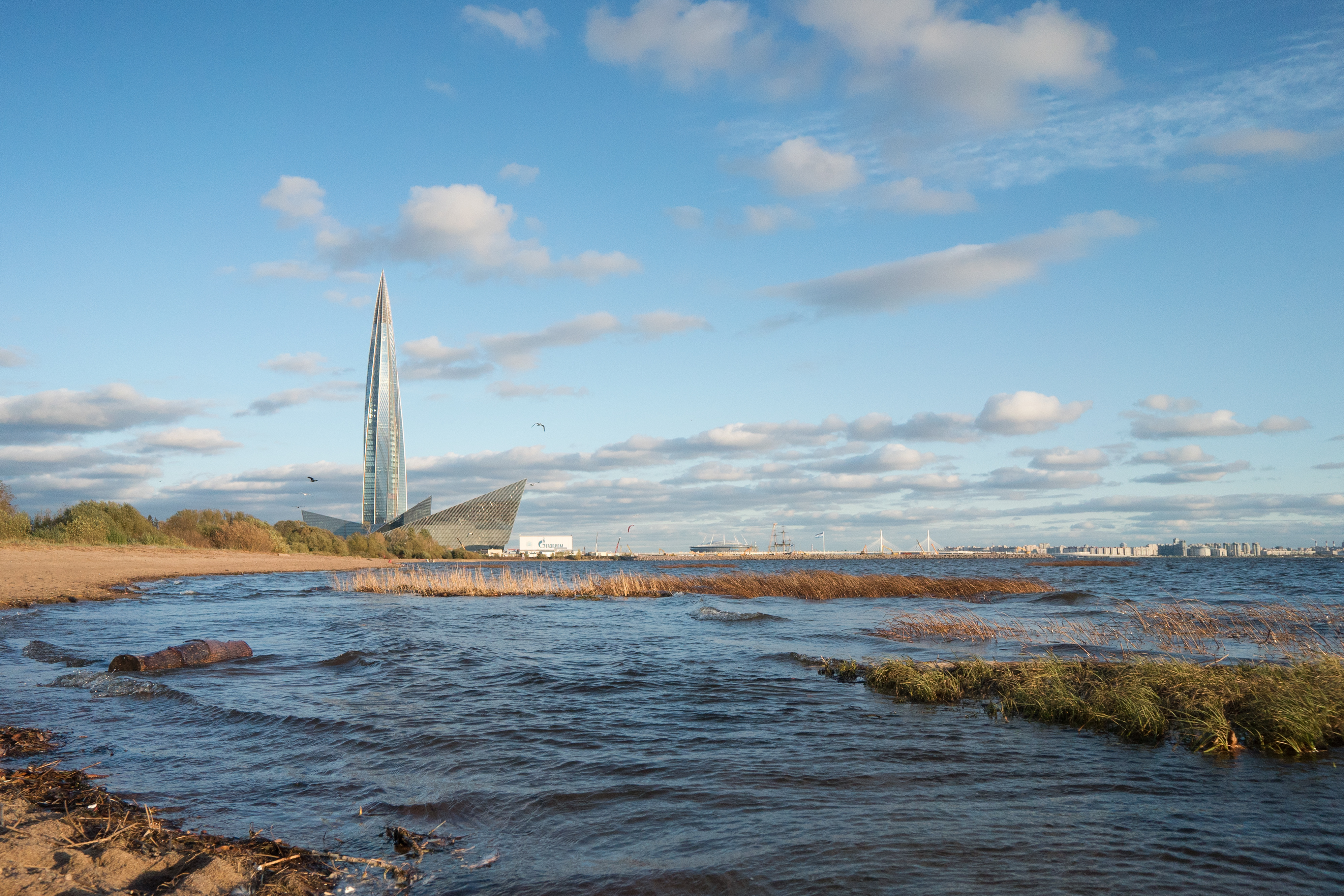
Október 2020
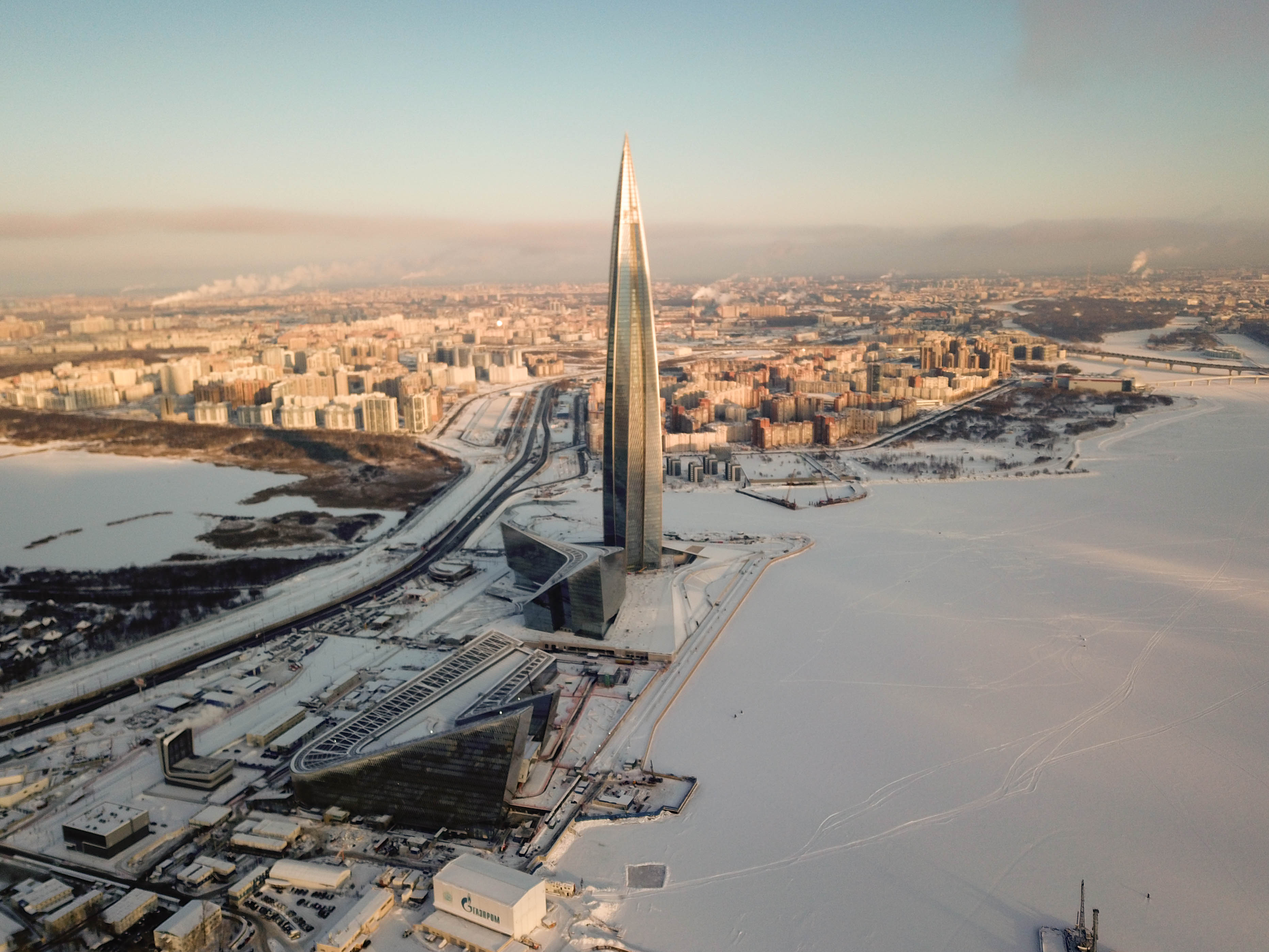
Február 2021
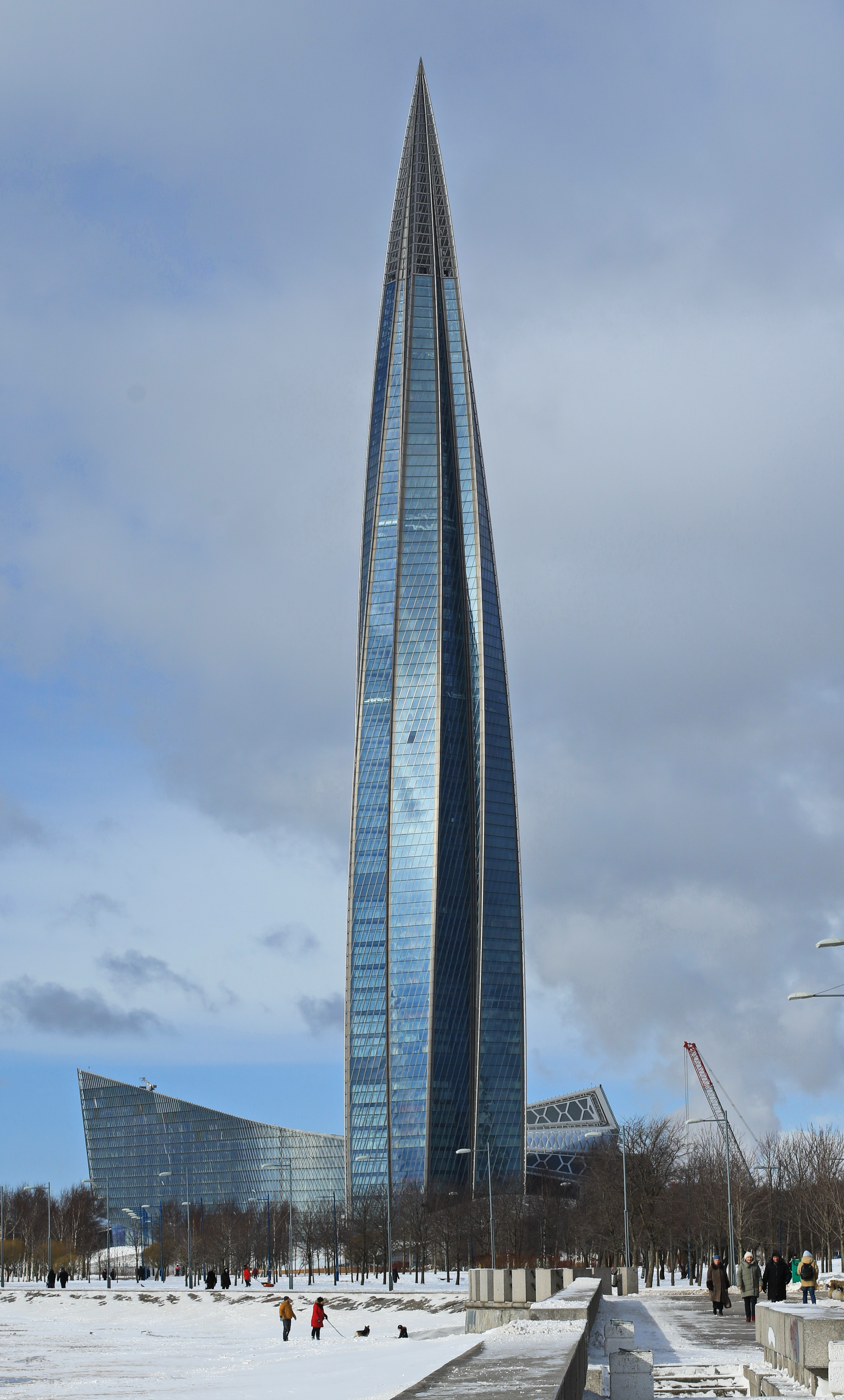
Március 2021
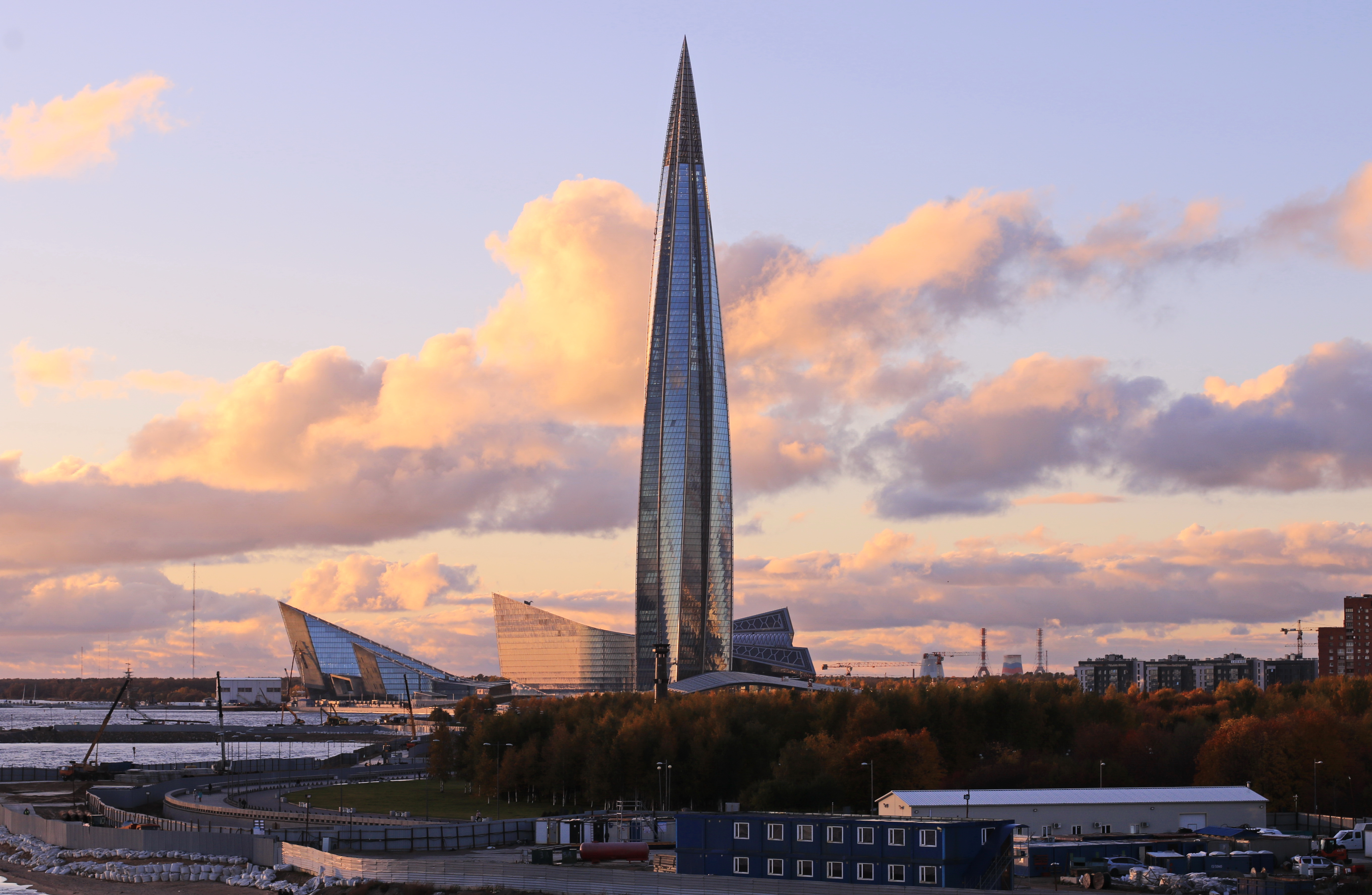
Október 2022